# The Confessions Tour: Live from London
The Confessions Tour: Live from London is een dvd van Madonna. Het is een registratie van haar succesvolle Confessions Tour waarmee ze in 2006 over de wereld reisde.
Zowel de dvd als de dvd/cd uitgave zijn op 26 januari 2007 uitgebracht. Deze dvd is de opvolger van "I'm Going To Tell You A Secret". De tour was in een verkorte versie eerder te zien op TV als "Madonna's Confessions Tour" op 30 december 2006.
De cd met dvd 'The Confessions Tour' van Madonna bereikt in Nederland al op voorhand de gouden status. Aan platenzaken en andere verkooppunten zijn al meer dan 35.000 exemplaren van de schijfjes uitgeleverd.
De cd bevat live versies van nummers als 'Jump', 'Hung Up', 'Like A Virgin' en 'Erotica'.
Madonna's Confessions Tour was in de zomer van 2006 regelmatig in het nieuws door de omstreden act waarbij de popdiva met een doornenkroon op het hoofd aan een enorm kruis vol kristallen hangt terwijl ze haar hit Live to Tell ten gehore brengt. Kerkleiders en politici spraken schande van de stunt.
Madonna stond op 3 en 4 september 2006 in een uitverkochte Amsterdam ArenA voor in totaal meer dan 100.000 fans. De Confessions Tour is de meest lucratieve tour van een vrouwelijke artiest aller tijden ($195 miljoen aan verkochte kaartjes).

## Tracklist dvd
1. Future Lovers/I Feel Love
2. Get Together
3. Like A Virgin
4. Jump
5. Confessions
6. Live To Tell
7. Forbidden Love
8. Isaac
9. Sorry
10. Like It Or Not
11. Sorry (Remix)
12. I Love New York
13. Ray Of Light
14. Let It Will Be
15. Drowned World/Substitute For Love
16. Paradise (Not For Me)
17. Music Inferno
18. Erotica
19. La Isla Bonita
20. Lucky Star
21. Hung Up

## Tracklist cd
1. Future Lovers/I Feel Love
2. Like A Virgin
3. Jump
4. Confessions
5. Isaac
6. Sorry
7. Sorry (Remix)
8. I Love New York
9. Let It Will Be
10. Music Inferno
11. Erotica
12. Lucky Star
13. Hung Up